# Heiura - Les Verts
Heuira - Les Verts est un parti politique polynésien écologiste qui fait partie de la coalition électorale Union pour la démocratie.
Jacky Bryant, un de ses principaux responsables, a été ministre de l'environnement dans le gouvernement de la Polynésie française d'Oscar Temaru en 2011.

## Historique
En mars 2023, dans la perspective des élections territoriales de 2023, le parti s'inscrit et présente Jacky Briant comme tête de liste.